# Gullsmedvik Station
Gullsmedvik Station (Gullsmedvik stasjon) var en jernbanestation på Nordlandsbanen, der lå ved byen Mo i Rana i Rana kommune i Norge.
Gullsmedvik fik oprindeligt skinner, da industribanen Dunderlandsbanen til Storforshei åbnede 1. november 1904. Banen havde til formål af transportere malm fra minerne på vestsiden af Ranelva ved Storforshei til forarbejdning og udskibning i Gullsmedvik. I Gullsmedvik var der desuden remise, mens vending af lokomotiverne foregik ved hjælp af sportrekant. Banen var i drift i perioderne 1904-1908/1909, 1924-1931 og 1938-1939.
20. marts 1942 kom Nordlandsbanen til Mo i Rana nær Gullsmedvik. NSB ønskede oprindeligt, at det næste stykke af banen skulle anlægges uafhængigt af Dunderlandsbanen. Den tyske besættelsesmagt, der herskede på det tidspunkt, havde imidlertid travlt med at komme videre nordpå, og Dunderlandsbanen blev derfor beslaglagt og for størstedelens vedkommende indlemmet i Nordlandsbanen. Ved Gullsmedvik skete det rent praktisk ved, at Nordlandsbanen blev forlænget fra Mo i Rana til et punkt på Dunderlandsbanen, ca. 800 m fra dennes udgangspunkt. Her åbnedes så en station 15. maj 1942, da den forlængede Nordlandsbanen til Storforshei blev taget i brug.
Oprindeligt hed stationen Tverånes, men den skiftede navn til Tverrånes i maj 1944. Betjeningen med persontog blev indstillet 2. juni 1957, og 23. november 1959 blev stationen nedlagt. Den blev dog genoprettet som bemandet togfølgestation 1. juni 1969 under navnet Gullsmedvik for atter at blive nedlagt 8 december 1970. Herefter blev stedet med afgreningen til Rana Grubers anlæg ved Dunderlandsbanens oprindelige udgangspunkt underlagt sikringsanlægget på Mo i Rana. Transporten af malm fra Storforshei kom i gang igen fra 1964, fra 1983 dog fra Rana Gruber ved Ørtfjell.
Stationsbygningen blev opført på et tidspunkt mellem 1941 og 1945. Den blev senere revet ned.